# 莫文 (喬治亞州)
莫文（英語：Morven）是一個位於美國喬治亞州布魯克斯縣的城市。

## 地理
莫文的座標為30°56′39″N 83°30′03″W / 30.94417°N 83.50083°W，而該地的平均海拔高度為66米（即217英尺）。

## 人口
根據2010年美國人口普查的數據，莫文的面積為4.51平方千米，當中陸地面積為4.47平方千米，而水域面積為0.04平方千米。當地共有人口565人，而人口密度為每平方千米125人。